# Engel Modderman
Engel Modderman (Winschoten, 1 oktober 1951) is een Nederlands communistisch politicus en activist.

## Loopbaan
Tot 1999 was Modderman actief namens de Nieuwe Communistische Partij-NCPN, waarvan hij ook in het landelijke bestuur zat en bij de Tweede Kamerverkiezingen 1998 de lijsttrekker was.
In 1999 kwam het tot een conflict tussen Modderman en de NCPN over het bouwproject Blauwestad en richtte hij de Verenigde Communistische Partij (VCP) op, waar hij sindsdien politiek leider van is. Het verzet tegen Blauwestad bleef een van de speerpunten van de VCP. Later kwam Modderman als gemeenteraadslid in verzet tegen de nieuwbouw van cultuurhuis De Klinker in Winschoten en tegen de winning van gas uit het aardgasveld van Slochteren. Modderman is fractievoorzitter van de VCP in de gemeenteraad van Oldambt, waar deze partij sinds 2014 met vier zetels vertegenwoordigd is. Bij de gemeenteraadsverkiezingen van 2014 haalde Modderman de meeste stemmen van alle politici in Oldambt, waarna gesprekken startten over de vorming van een college met Socialistische Partij, Partij voor het Noorden, en VCP. Tijdens deze gesprekken haakte de VCP echter af; er kwam een college van SP, PvdA, CDA en Partij voor het Noorden.
Op 14 mei 2018 werd Modderman aangesteld als waarnemend voorzitter van de gemeenteraad na het plotselinge overlijden van burgemeester Pieter Smit.